# Myconymphaea yatsukahoi
Myconymphaea yatsukahoi är en svampart som beskrevs av Kurihara, Degawa & Tokum. 2001. Myconymphaea yatsukahoi ingår i släktet Myconymphaea och familjen Kickxellaceae.   Inga underarter finns listade i Catalogue of Life.